# بوشنوية رابلوانية
بوشنوية رابلوانية (الاسم العلمي:Buchenavia rabelloana) هي نوع من النباتات يتبع جنس البوشنوية من الفصيلة القمبريطية.